# Oswaldo Baca Mendoza
Oswaldo Baca Mendoza (Cusco, 5 de agosto de 1908 - † idem, 9 de abril de 1962) fue un destacado científico y catedrático peruano.

## Biografía
Oswaldo Baca Mendoza cursó sus estudios primarios en el Primer Centro Escolar del Cusco y los secundarios en el Colegio Nacional de Ciencias del Cusco. En 1929, ingresa a la Facultad de Ciencias Naturales, Físicas y Matemáticas de la Universidad Nacional San Antonio Abad, graduándose de Bachiller en Ciencias en junio de 1933. 
En 1933 es nombrado profesor interino de  Química Inorgánica y Orgánica de la Facultad de Ciencias, dos meses antes de graduarse de Bachiller. Gracias a una beca del gobierno español viaja a seguir estudios de Posgrado, iniciándose en la investigación bajo la dirección del doctor Angel del Campo y Cerdán. Obtiene la licenciatura y luego hace estudios de Doctorado.  En 1937 regresa al Perú debido a la Guerra Civil española, y se gradúa de Doctor por la Universidad del Cusco, asumiendo luego diversas cátedras.
El 3 de noviembre de 1960 es elegido primer decano de la Facultad de Ciencias Químicas de la universidad cusqueña, cargo que desempeña hasta su fallecimiento en el Cusco el 9 de abril de 1962.

## Trabajos
1.- “LA MECANICA ONDULATORIA” Revista Universitaria 1935.
2.- “COLORANTES PRE-COLOMBINOS”. En colaboración con Juan Antonio Parera, publicado en Anales de la Sociedad Española de Física y Química.(fecha?)
3.- “UN INDICADOR DE ACIDEZ Y ALCALINIDAD”, publicado en 1938. en Anales del Primer Congreso Peruano de Química.
4.- “EL ION COMPLEJO AMONIACATO DE PLATA COMO REACTIVO DEL ION MANGANOSO”, 1943, estudio presentado en el Segundo Congreso Peruano de Química.
5.- “LA THIO SEMICARBAZIDA REACTIVO DE LOS IONES SELENITO Y SE- LENIATO”, trabajo publicado en 1949.
6.- “EL SELENIO CAUSA DE LA TOXICIDAD DE LA USQ’A (Astragalus Garvancillo cav)”, publicado en el Boletín de la Sociedad Científica del Cusco Nro. 1, 1949.
7.- “LEYES GENETICAS DE LOS ELEMENTOS QUIMICOS, NUEVO SISTEMA PERIODICO” trabajo presentado al Cuarto Congreso Peruano de Química, 1953.
8.- “APLICACION DEL METODO ION ELECTRON Y LA DETERMINACION DE NUMEROS DE OXIDACION Y REDUCCION DE LAS REACCIONES ORGANICAS”, trabajo publicado en la Revista Universitaria del Cusco Nro. 108.
9.- “POTENCIALES DE IONIZACION y LOS RADIOS ATOMICOS”, trabajo publicado en la Revista Universitaria del Cusco Nro. 112.
10.- “LEY DE CONFIGURACIONES ELECTRÓNICAS”, trabajo presentado en el Sétimo Congreso Latinoamericano de Química, México 1959 y publicado póstumamente. (JAGS)